# Pascale Fontenel-Personne
Pascale Fontenel-Personne (ur. 26 maja 1962 w Le Mans) – francuska polityk reprezentująca partię La République En Marche! W wyborach parlamentarnych w czerwcu 2017 r. została wybrana do francuskiego Zgromadzenia Narodowego, w którym reprezentuje departament Sarthe.